# Tatsuki Ishihara
Tatsuki Ishihara (en japonés: 石原樹, Ishihara Tatsuki; 26 de junio de 2001) es un deportista japonés que compite en judo.
Ganó dos medallas en el Campeonato Mundial de Judo, en los años 2024 y 2025, y una medalla de oro en el Campeonato Asiático de Judo de 2024.

## Palmarés internacional
| Campeonato Mundial  | Campeonato Mundial | Campeonato Mundial | Campeonato Mundial |
| Año                 | Lugar              | Medalla            | Categoría          |
| ------------------- | ------------------ | ------------------ | ------------------ |
| 2024                | Abu Dabi (EAU)     | Medalla de plata   | –73 kg             |
| 2025                | Budapest (Hungría) | Medalla de bronce  | –73 kg             |
| Campeonato Asiático |                    |                    |                    |
| Año                 | Lugar              | Medalla            | Categoría          |
| 2024                | Hong Kong (China)  | Medalla de oro     | –73 kg             |